# Sedge Island (Falklandinseln)
Sedge Island (span. Name Isla Culebra) ist eine Insel der westlichen Falklandinseln und befindet sich östlich der Jason Islands bzw. nordwestlich von Saunders Island. Das flache Eiland ist von Wiesen, Tussock und den namensgebenden Sauergrasgewächsen (engl. Sedge) geprägt.
Ab 1978 wurden auf der Insel durch Siedler mehrere Gebäude errichtet und mit der wenig erfolgreichen Schafzucht begonnen.